# 伊万·普达尔
伊万·普达尔（1961年8月16日—），克罗地亚男子足球运动员，场上位置是守门员。他曾代表南斯拉夫国奥队参加1984年夏季奥林匹克运动会足球比赛，获得一枚铜牌。